# جین کرک‌پاتریک
جین دوان کرک‌پاتریک (به انگلیسی: Jeane Duane Kirkpatrick) (نام خانوادگی پیش از ازدواج جردن؛ زادهٔ ۱۹ نوامبر ۱۹۲۶ – درگذشتهٔ ۷ دسامبر ۲۰۰۶) دیپلمات و دانشمند علوم سیاسی آمریکایی بود که نقش مهمی در سیاست خارجی دولت رونالد ریگان ایفا کرد. او یک ضد کمونیست سرسخت بود. او یک دموکرات قدیمی بود که به یک نومحافظه‌کار تبدیل شد و در سال ۱۹۸۵ به حزب جمهوری‌خواه پیوست. پس از خدمت به عنوان مشاور سیاست خارجی رونالد ریگان در مبارزات انتخاباتی او در سال ۱۹۸۰، او تبدیل به نخستین زنی شد که به عنوان سفیر ایالات متحده امریکا در سازمان ملل متحد خدمت کرد.
او به خاطر «دکترین کرک‌پاتریک» شهرت داشت؛ دکترینی که از رژیم‌های اقتدارگرا در سراسر جهان در صورت همراهی با اهداف واشینگتن حمایت می‌کرد. او معتقد بود که می‌توان آن‌ها را با الگو به دموکراسی هدایت کرد؛ او نوشته‌است: «حکومت‌های اقتدارگرای عرفی کمتر از حکومت‌های خودکامهٔ انقلابی سرکوبگر هستند». او در طی جنگ فالکلند، در حالی که رئیس‌جمهور ریگان از مارگارت تاچر حمایت می‌کرد، از دولت آرژانتین جانبداری می‌کرد.
کرک پاتریک در کابینه ریگان در شورای امنیت ملی، هیئت مشورتی اطلاعات خارجی، هیئت بازنگری سیاست دفاعی و هم‌چنین به عنوان ریاست کمیسیون وزارت دفاع در مورد ایمنی خرابی و کاهش خطر سامانه فرماندهی و کنترل هسته‌ای خدمت کرد. او پس از ترک خدمت دولتی در سال ۱۹۸۵، ستون‌نویس یک روزنامه سندیکایی شد و متخصص در تحلیل فعالیت‌های سازمان ملل بود.

## دیدگاه‌های سیاسی
او با مقایسه رژیم‌های اقتدارگرا با تمامیت‌خواه گفته‌است:
«رژیم‌های اقتدارگرا واقعاً به‌طور معمول اقتصاد دستوری ندارند. رژیم‌های اقتدارگرا معمولاً نوعی اقتصاد سنتی با مالکیت خصوصی دارند. حکومت آلمان نازی مالکیت را به بخش خصوصی واگذار کرد، اما دولت کنترل اقتصاد را به دست گرفت. کنترل از مالکیت جدا بود، اما واقعاً یک اقتصاد دستوری بود؛ زیرا توسط دولت کنترل می‌شد. اقتصاد دستوری ویژگی یک دولت تمامیت‌خواه است.»
وی در توضیح سرخوردگی و ناامیدی خود از سازمان‌های بین‌المللی به ویژه سازمان ملل متحد گفته‌است:
«وقتی رفتار کشورهای سازمان ملل (از جمله خودمان) را تماشا کردم، هیچ زمینهٔ معقولی پیدا نکردم که انتظار داشته باشم هر یک از آن دولت‌ها به‌طور دائم از منافع ملی خود برای منافع یک کشور دیگر فراتر رود.»
«من نتیجه می‌گیرم که این یک اشتباه اساسی است که فکر کنیم رستگاری، عدالت یا حسن رفتار صرفاً از طریق نهادهای انسانی حاصل می‌شود.»
«دموکراسی نه تنها مستلزم برابری است، بلکه به یک اعتقاد تزلزل ناپذیر به ارزش هر فرد که برابر است، نیاز دارد. تجربه متقابل فرهنگی نه تنها به ما می‌آموزد که مردم باورهای متفاوتی دارند، بلکه به ما می‌آموزد که مردم به دنبال معنا هستند و خود را به نوعی به عنوان اعضای کیهانی که توسط خدا اداره می‌شود، درک می‌کنند.»
او در مورد سوسیالیسم گفته‌است:
«من هر چه می‌توانستم به زبان انگلیسی یا فرانسوی در مورد سوسیالیست‌های ایدئالیست، سوسیالیسم علمی، سوسیال دموکرات‌های آلمان و سوسیالیست‌های انقلابی خوانده‌ام؛ من به این نتیجه رسیدم که تقریباً همهٔ آن‌ها، از جمله پدربزرگم، در تلاش برای تغییر ماهیت و طبیعت انسان بودند. هرچه بیشتر به آن می‌اندیشیدم، بیشتر به این نتیجه می‌رسیدم که این تلاش موفقیت‌آمیز نیست؛ بنابراین توجهم را بیشتر و بیشتر به فلسفه سیاسی و کمتر و کمتر به فعالیت سوسیالیستی از هر نوعی معطوف کردم.»

## نگارخانه

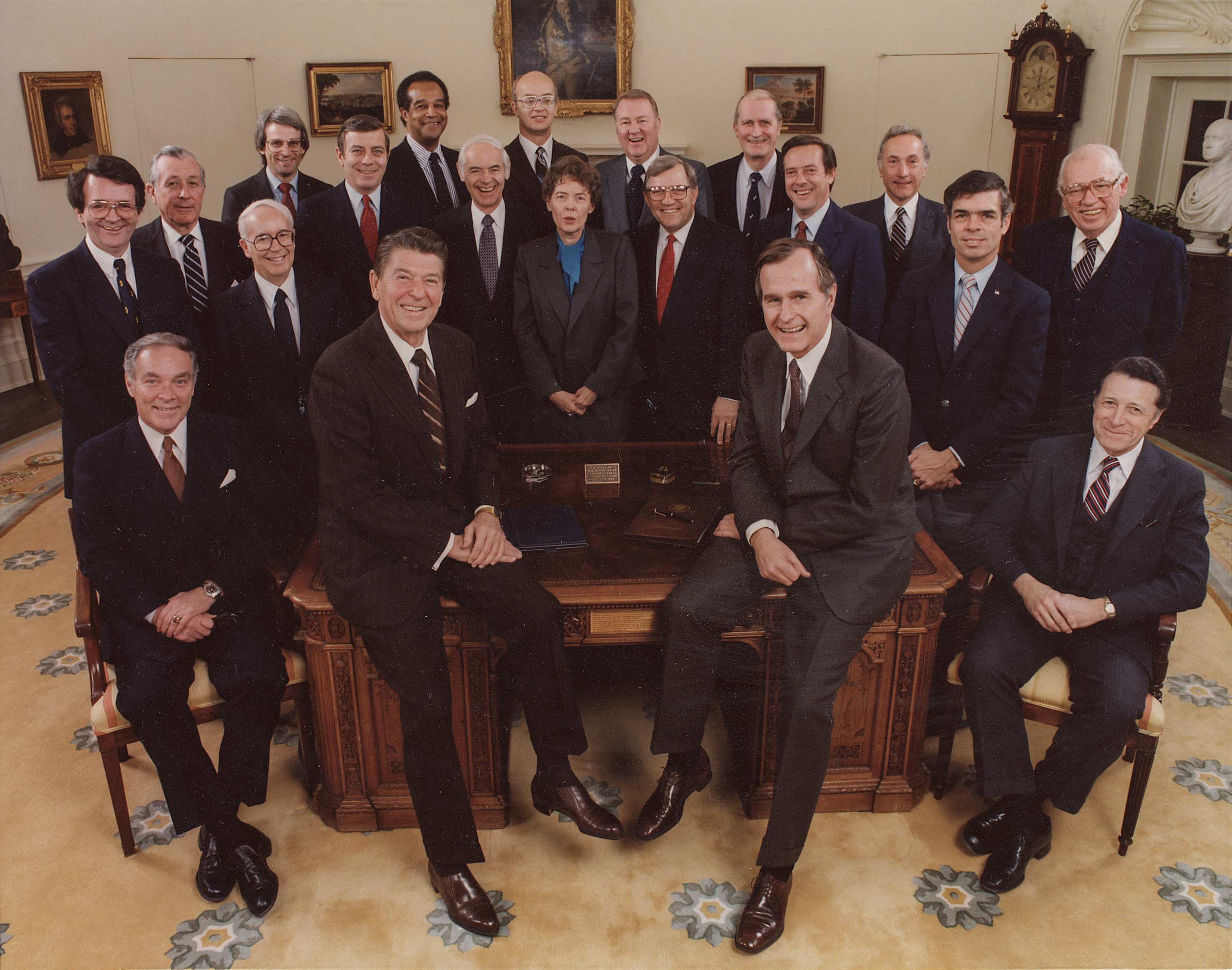
جین کرک‌پاتریک (وسط) با سایر اعضای دولت ریگان، ۱۹۸۱
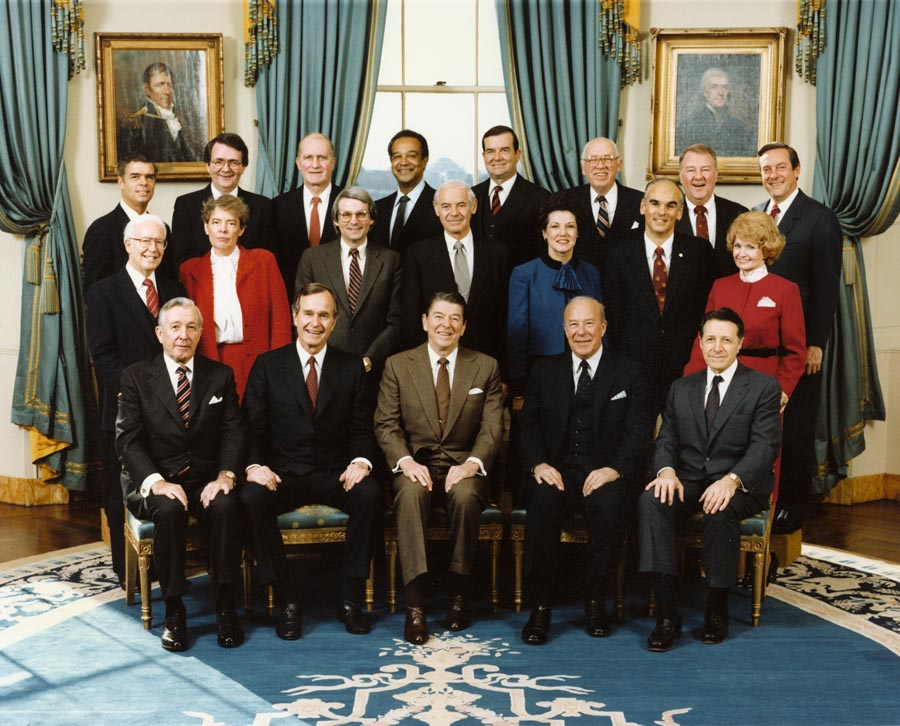
کرک‌پاتریک (سمت چپ، با رنگ قرمز) در میان کابینه ریگان، ۱۹۸۴
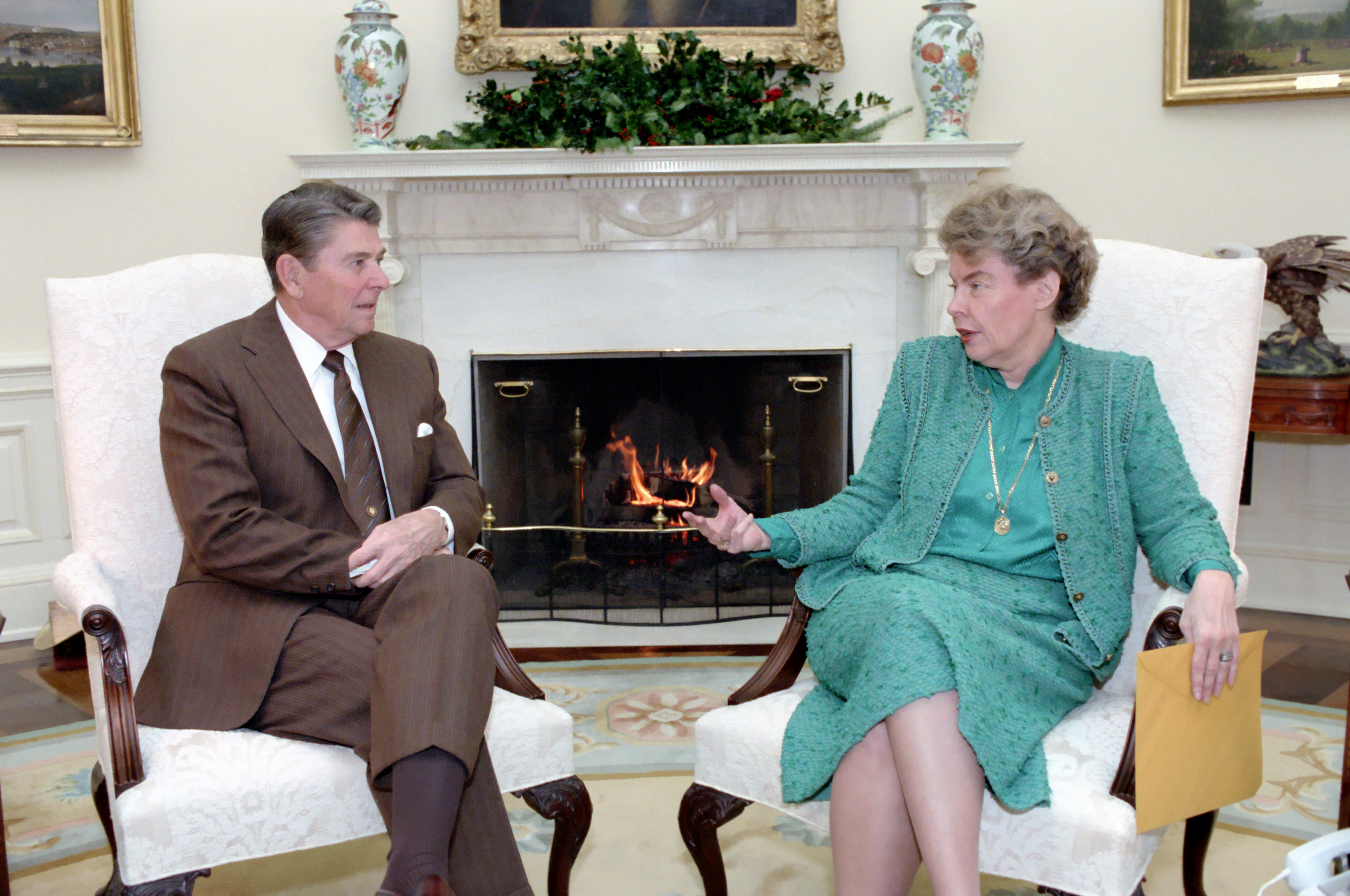
کرک‌پاتریک با رئیس‌جمهور رونالد ریگان در دفتر بیضی شکل